# Сульфіди
Сульфі́ди — солі сульфідної кислоти.

## Класифікація за розчинністю
За розчинністю всі сульфіди поділяють на три групи:
1. розчинні у воді (сульфіди лужних і лужноземельних металів),
2. нерозчинні у воді, але легко розчинні в кислотах (сульфіди заліза, цинку, мангану й ін.),
3. нерозчинні не тільки у воді, але і в кислотах (сульфіди міді, свинцю, ртуті тощо).

Різною розчинністю сульфідів користуються в аналітичній хімії для розділення катіонів різних металів за допомогою сірководню. Так, якщо на слабокислий розчин солей, що містять катіони Ca2+, Zn2+ і Cu2+, подіяти сірководнем, то в осад виділиться сульфід міді CuS↓, а перші два катіони залишаться в розчині. Якщо до розчину додати гідроксиду амонію до слаболужного середовища і знову пропустити сірководень, то в осад виділиться сульфід цинку:
- ZnCl2 + H2S = ZnS↓ + 2HCl

При цьому кислота, що утворюється внаслідок реакції, нейтралізується надлишком лугу. Таким чином, усі три катіони можна відділити один від одного.

## Неорганічні та органічні сульфіди

### Неорганічні сульфіди
Неорганічні сульфіди — сполуки сірки з металами, а також більш електропозитивними ніж сірка неметалами. Загальна формула сульфідів — M2Sn, гідросульфідів — M2(HS)n, де М — електропозитивний елемент, n — ступінь його окиснення. Сульфіди можна розглядати як похідні сірчистого водню H2S, або, рідше, високосірчистих воднів, особливо H2S2. Ряд елементів утворює полісульфіди.

### Органічні сульфіди (тіоетери)
Див. органічні сульфіди
Це сполуки із загальною формулою RSR', де R і R' — органічні радикали. Зустрічаються в нафтах.

## Полісульфіди
Сполуки R–[S]n–R з ланцюгом атомів S (n = 2) i R ≠ H.